# 인튜이트 돔
인튜이트 돔(영어: Intuit Dome)은 미국 캘리포니아주 잉글우드에 위치한 실내 경기장이다. NBA 로스앤젤레스 클리퍼스의 홈경기장으로 사용하고 있다. 2024년 8월에 개장한 NBA 30개 경기장 중에서 가장 최신 경기장이다. 남쪽에 KIA 포럼(영어: KIA Forum)과 소파이 스타디움(영어: SoFi Stadium)이다.

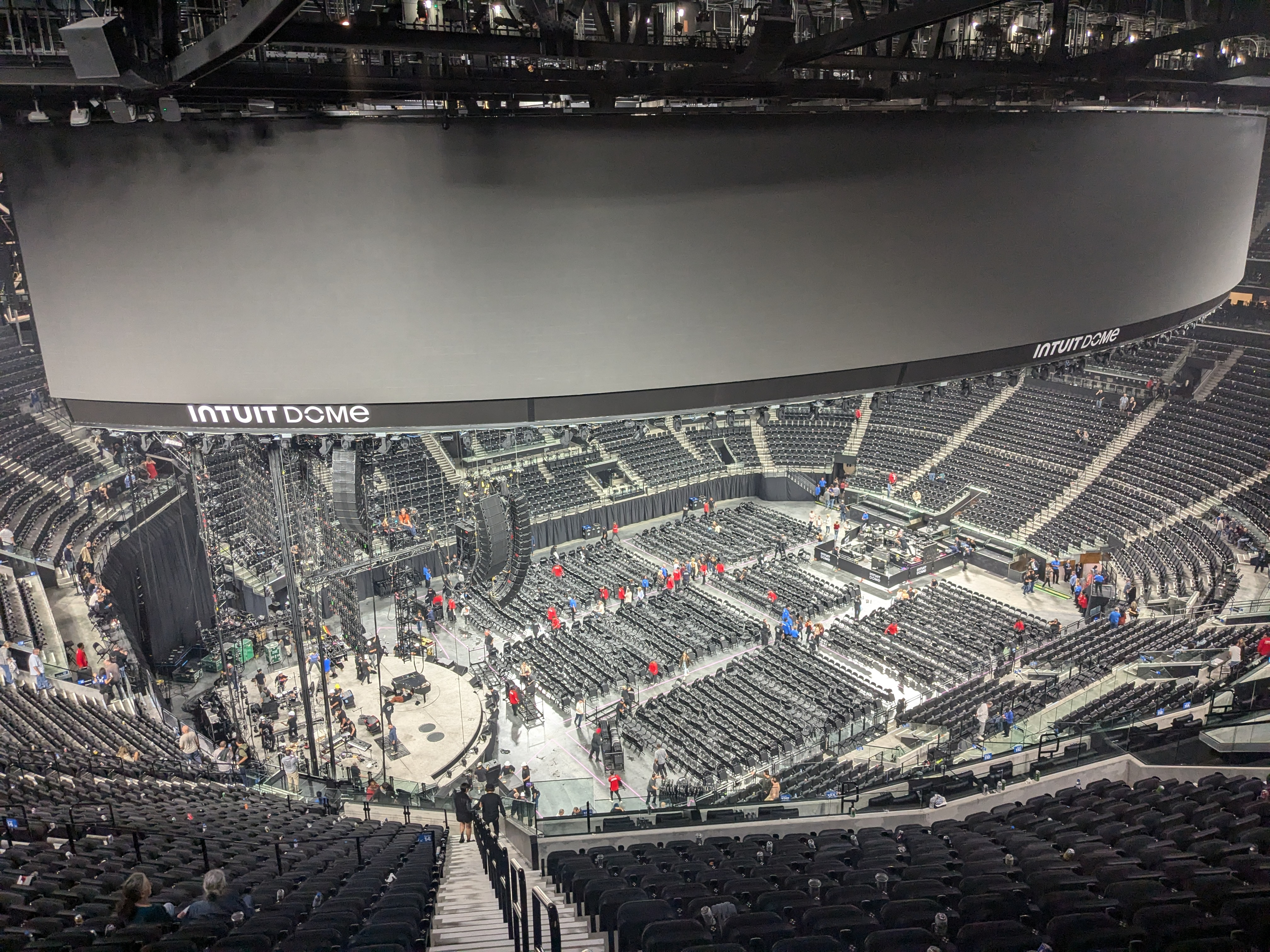
인튜이트 돔 내부모습.

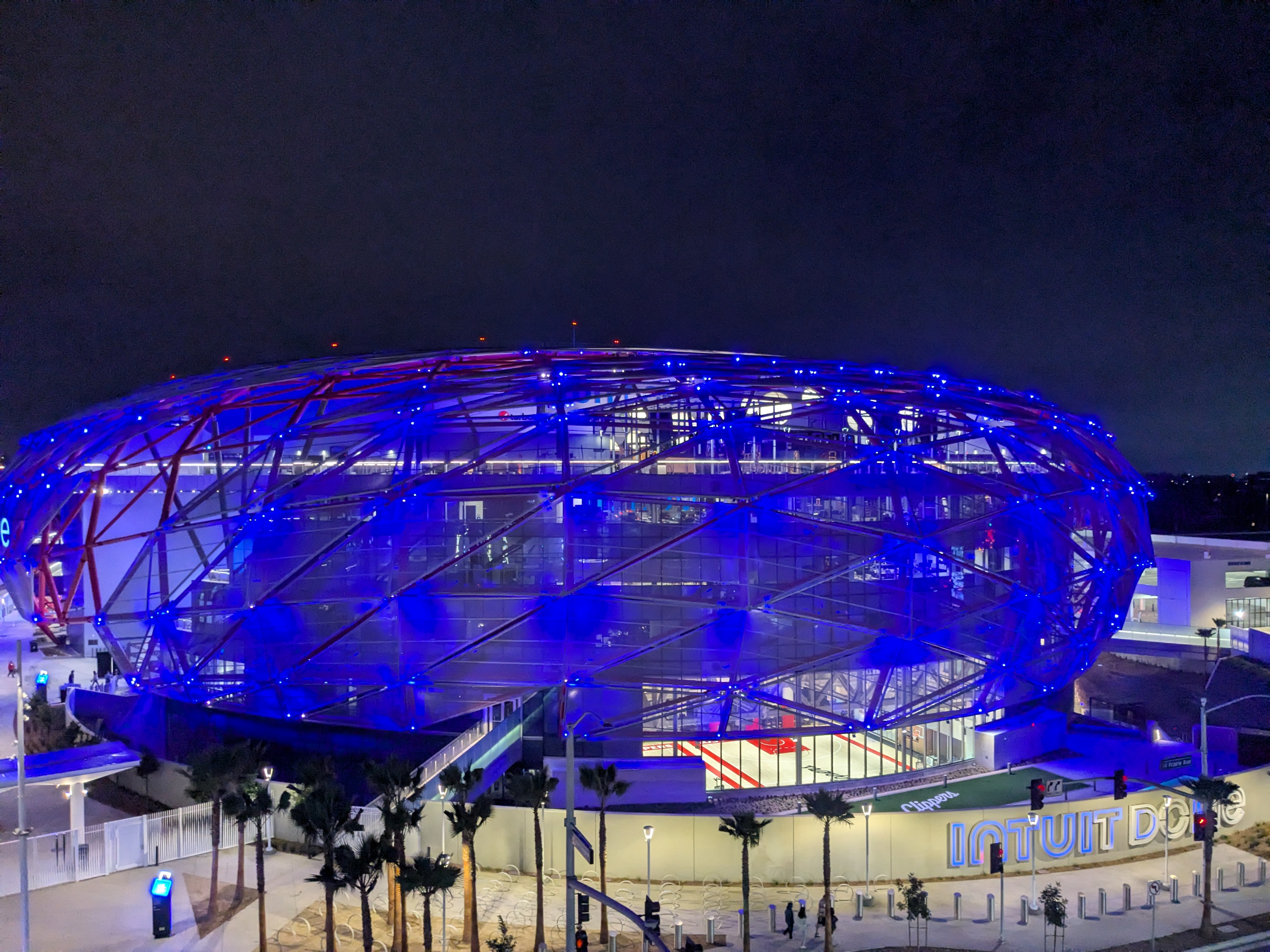
동쪽에서 본 인튜이트 돔.

| NBA 올스타전 개최 경기장 |                    |            |
| 2025년                   | 2026년 인튜이트 돔 | 2027년     |
| 체이스 센터              | 2026년 인튜이트 돔 | PHX 아레나 |
|                          |                    |            |
|                          |                    |            |